# Долна Германия
Долна Германия (на латински: Germania Inferior) е провинция на Римската империя, разположена на левия бряг по долното течение на река Рейн в днешна южна и западна Нидерландия, части от Фландрия и Северен Рейн-Вестфалия. Римският пълководец Юлий Германик получава прозвището си през 9 г. в чест на победите му в земите, наричани тогава Барбарикум.
Долна Германия е усвоена като сенатска, а по-късно поради граничния си характер се трансформира в императорска провинция. В началото тя е управлявана от претор със сеалище в днешен Кьолн. Главните селища на провинцията са:

След завладяването на територията в провинцията са разположени:
- Европейска геополитика, 125 г.
- Рейнски лимес, 70 г.
- Реконструкция на римска стражева кула, Зойдерзе
- Мозайката на Дионис, Римско-германски музей, Кьолн

На територията ѝ през третото столетие възниква Гало-римската империя (на латински: Imperium Galliarum), която съществува между 260 и 274 г. И обхваща също римските провинции Горна Германия, Реция, Галия, Британия и Хиспания.